# Аббатство Святого Магна
Аббатство Святого Магна (нем. Kloster St. Mang) — бывшее бенедиктинское аббатство в Фюссене.
Бенедиктинское аббатство Святого Магна было основано в первой половине IX века как монастырь князей-епископов Аугсбурга на месте отшельничества Магна из Фюссена, выходца из монастыря Святого Галла. В Фюссене святой обустроил келью и часовню, где его посещал Пипин Короткий. Магн из Фюссена умер 6 сентября. Точный год смерти не установлен, но наиболее часто упоминается 772 год. Тело Магна было обнаружено нетленным, что сочли доказательством его святости, а почитание святого стало одной из духовных основ монастыря.
Однако, аббатство было основано не только по религиозным, но и по практическим причинам. Ключевое положение монастыря у Фюссенского ущелья на важной средневековой дороге из Аугсбурга через Альпы в Верхнюю Италию, придавало ему стратегическую ценность, что делало его предметом политического интереса как для епископов Аугсбурга, так и для императоров Священной Римской империи.
История аббатства в Средние века в основном отмечена усилиями религиозной общины поддерживать жизнь, соответствующую Уставу Святого Бенедикта. Контрреформация повлияла на строительство комплекса сооружений в стиле барокко в 1696-1726 гг, который наряду с Фюссенским замком является основной достопримечательностью города. В начале XVIII века архитектор Якоб Геркомер построил по образцу итальянского барокко. Под главным алтарём находится романская крипта IX века, украшенная фресками X века. Это одни из самых древних фресок в Баварии. Геркомеру удалось превратить средневековое аббатство в организованный комплекс зданий. Среди художников, которые внесли свой вклад в декор здания, были Антон Штурм, Франц Георг Герман, Якоб Хибелер и Пауль Цайллер, чьи сохранившиеся картины находятся в залах аббатства.
В ходе секуляризации церковной собственности 1802-1803 годов аббатство было распущено. Содержимое библиотеки было отправлено преимущественно в библиотеку университета Аугсбурга, за исключением небольшой коллекции особо ценных рукописей, которые находятся в архиве епархии Аугсбурга.
В 1837 году бывшая церковь аббатства была передана приходу Фюссена. В 1839 году Кристоф Фридрих фон Поникау выкупил оставшиеся владения аббатства. В 1909 году город Фюссен приобрел владения Поникау, включая бывшие здания аббатства за исключением церкви. Северное крыло стало ратушей, в южном крыле расположился городской музей Фюссена с экспозициями по истории аббатства и города, включая богатую коллекцию музыкальных инструментов, в основном лютен и скрипок, изготовленных фюссенскими мастерами.

## Галерея

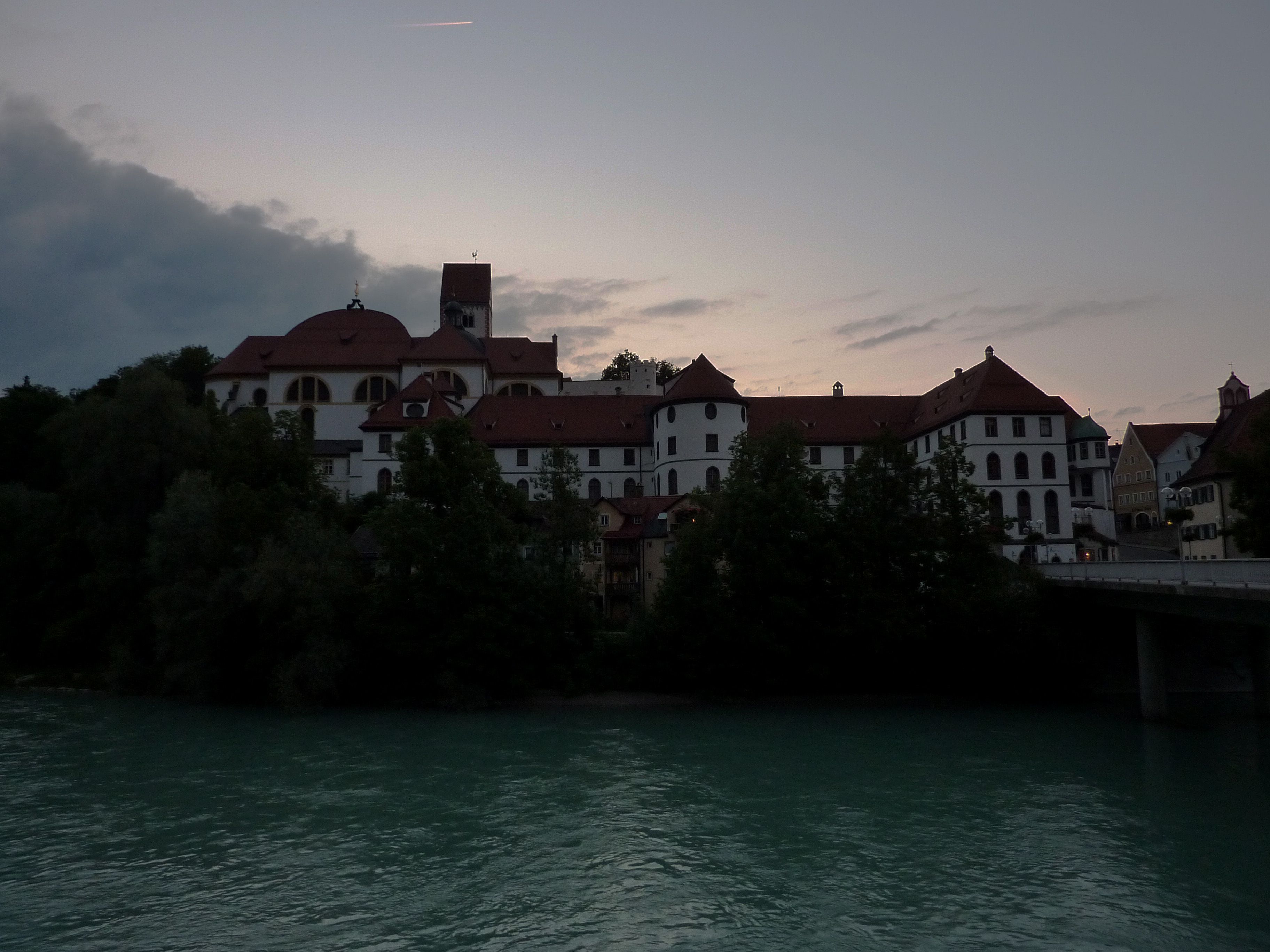
Аббатство Святого Магна в сумерках
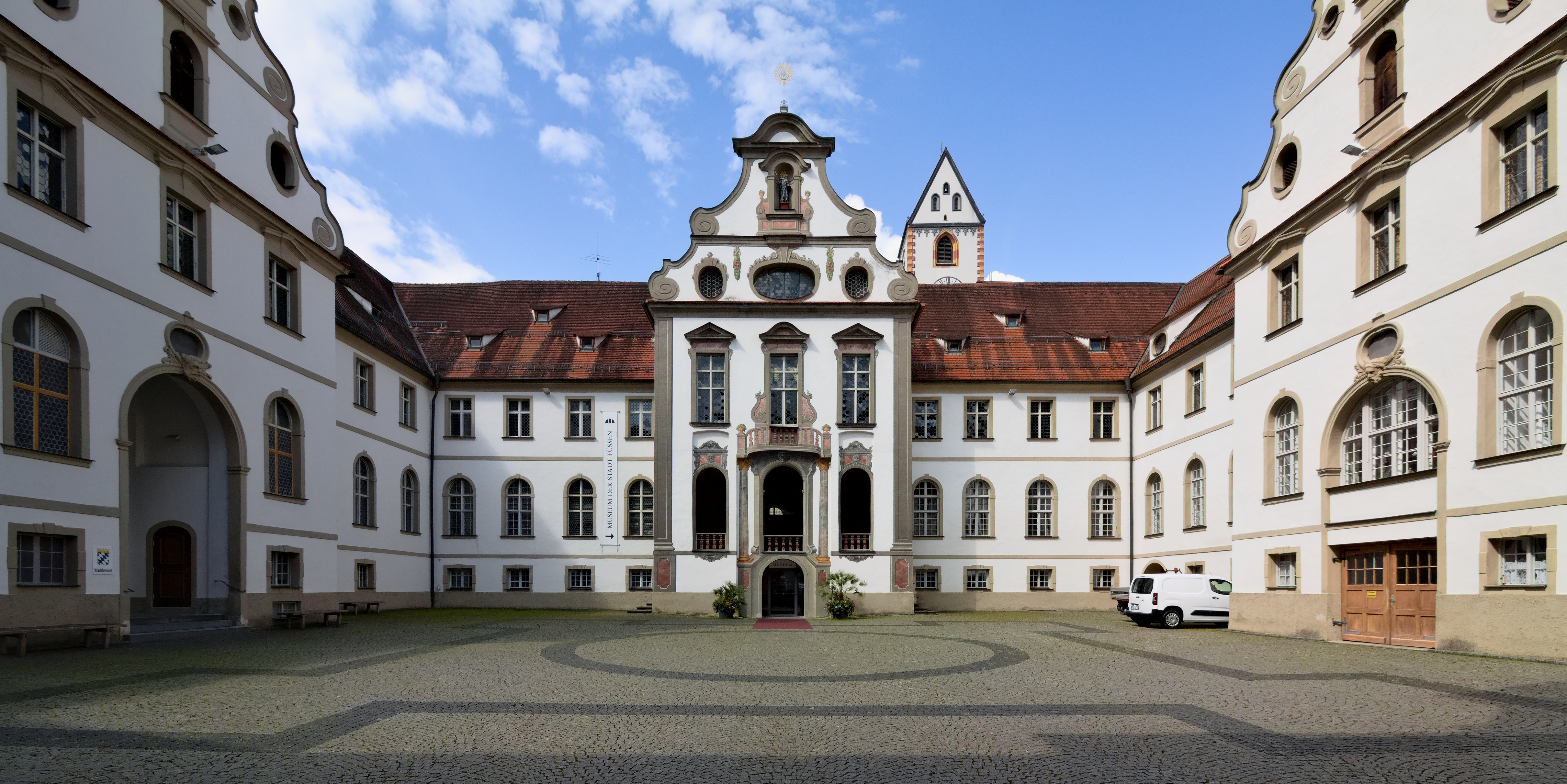
Внутренний двор
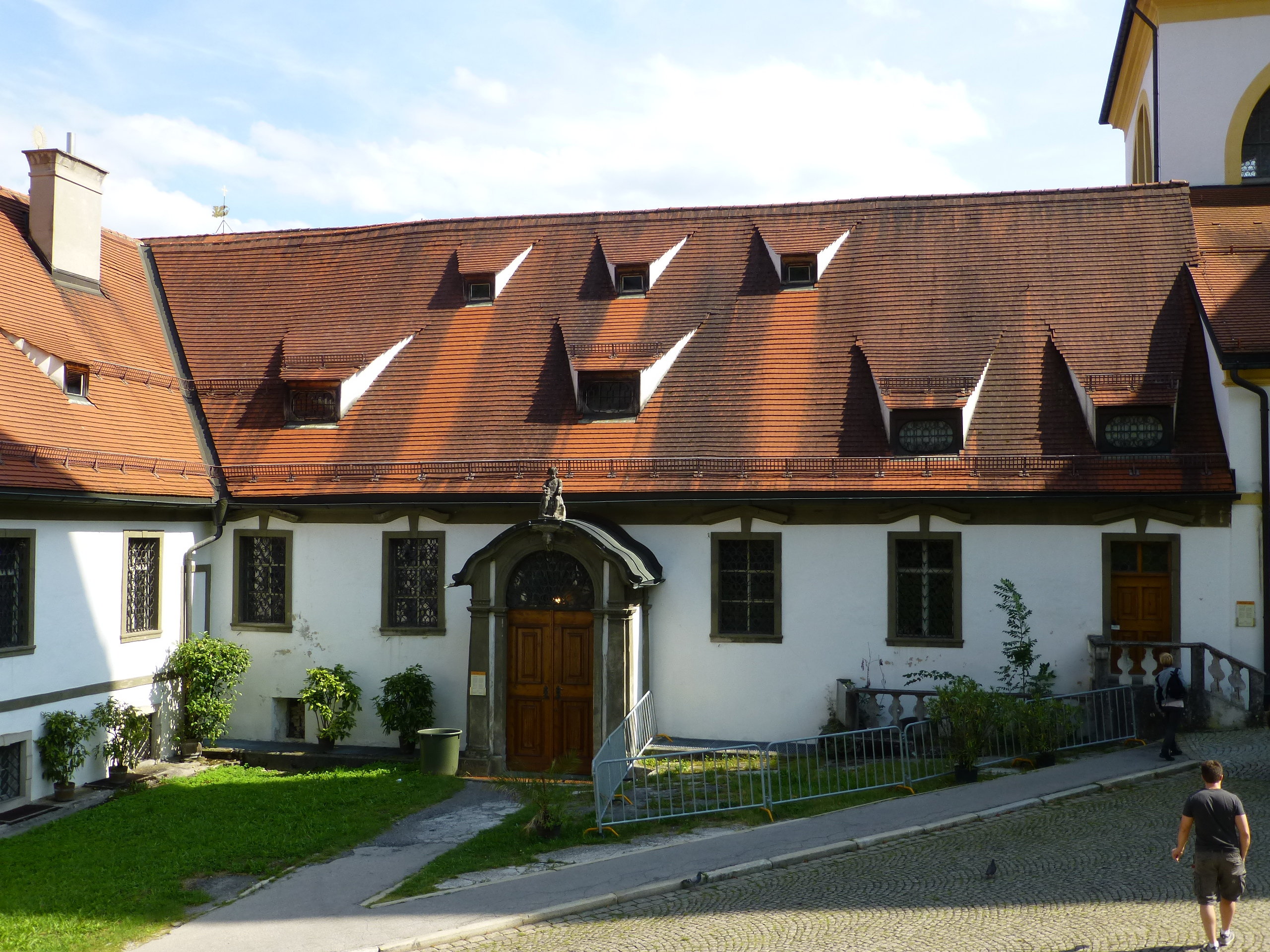
Часовня Святой Анны
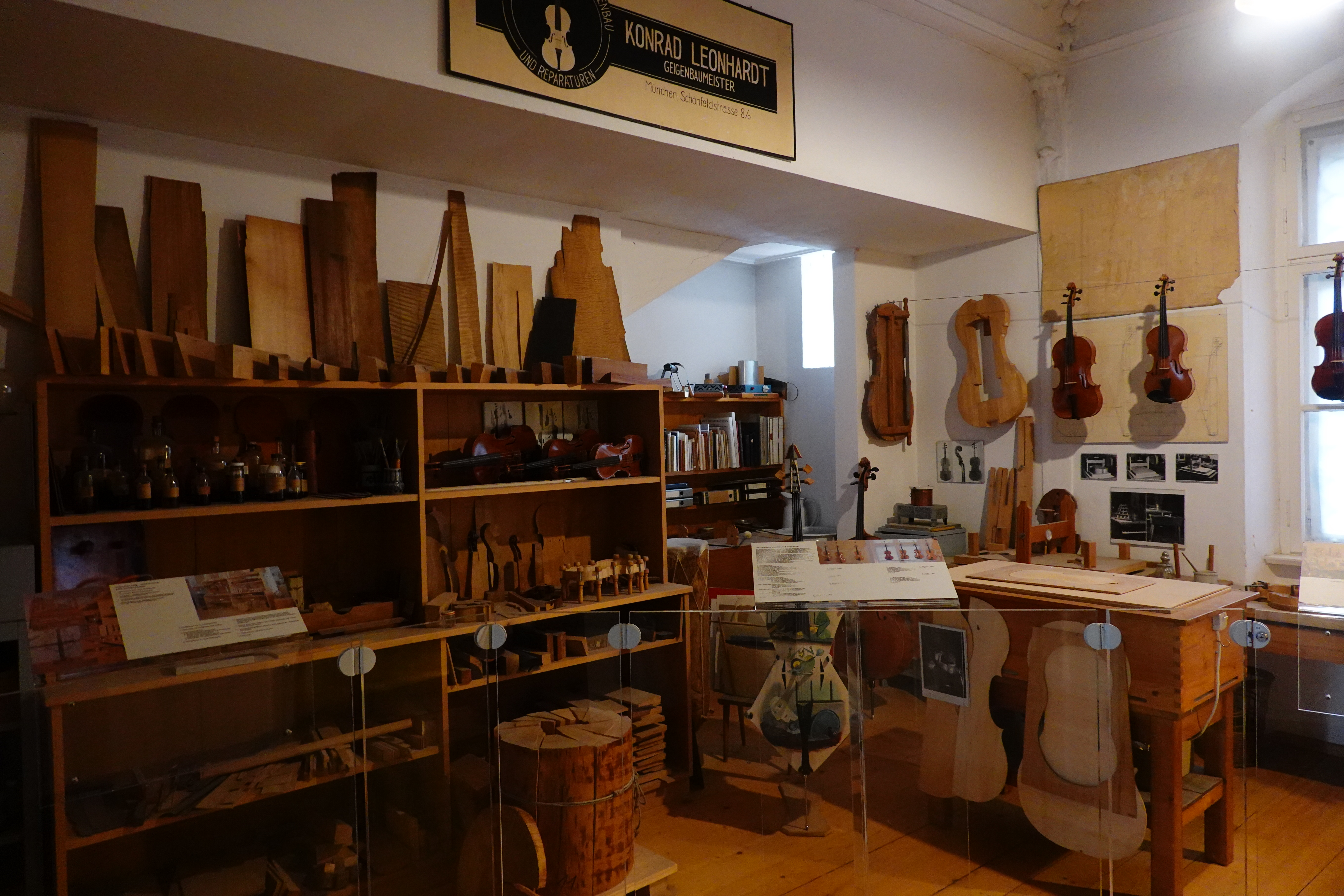
В музее города Фюссена, расположенном в аббатстве